# Aesotrinoma crassicalcanei
Aesotrinoma crassicalcanei is een hooiwagen uit de familie Gonyleptidae. De wetenschappelijke naam van Aesotrinoma crassicalcanei gaat terug op H. Soares.